# Feuerblas (1627)
Feuerblas (пол. Płomień, укр. Блиск полум'я) — флейт XVII ст., що певен час ходив під прапором Речі Посполитої.

## Історія
Нідерландський флейт в час польсько-шведської війни був конфіскований (1626/27) через перевезення товарів для шведів. Був озброєний 16 гарматами і залучений до військового флоту як «Feuerblas». Під командуванням Олександра Блайра входив до першої ескадри 28 листопада 1628 р. у битві під Оливою (рейд Гданська). Переслідував відступаючі кораблі шведів. Після битви королівські комісари зняли з корабля половину гармат і солдат морської піхоти.
У складі ескадри з «Meerweib», «Gelber Löwe» i «Feniks» був висланий 15 квітня 1628 на розвідку, де 19 квітня разом з «Feniksem» затримав англійський корабель з товарами для Швеції. До 2 травня 1628 роззброєний, як і «Weisse Löwe», і виведений зі складу військового флоту. Його доля як торгового корабля невідома.